# Дом купца Ф. К. Кривцова
Дом купца Ф. К. Кривцова — памятник архитектуры регионального значения, расположенный в Колывани (Новосибирская область). Построен в 1895 году.

## История
Здание построил Фёдор Кириллович Кривцов, купец II гильдии, меценат, один из богатейших жителей Колывани. Фёдору Кирилловичу и его отцу Кириллу Климовичу принадлежало 17 земельных участков с недвижимостью в Колывани и её окрестностях площадью более 22 000 саженей (100 га).

## Описание
Здание, построенное Кривцовым, вероятно, лишь первая очередь масштабного и до конца нереализованного проекта — правый фланг. На это указывают асимметричность сооружения, восточный фасад с признаками внутренней стены, а также планировка земельного участка Кривцова на «высочайше утверждённом» плане Колывани. Возможно, что дом не был достроен из-за смены жизненных приоритетов Кривцова в связи с утратой Колыванью прежнего значения во время строительства Великой Сибирской железной дороги, либо по причине событий, развернувшихся в постреволюционный период.
Двухэтажное кирпичное здание — важный элемент в планировочной структуре исторического ядра Колывани. Сооружение расположено на улице, которая продолжает въезд в населённый пункт. Ранее близ дома находилась Соборная площадь, в настоящее время утраченная.
Главный северный фасад выходит на красную линию застройки Советской улицы.
Нарушающая симметрию восточная часть дома предположительно задумывалась как переходный блок между правым флангом и неосуществлённой центральной частью, к восточной стороне которой должны были зеркально примыкать такой же переходный блок с левым флангом.
Нелогичные разрывы межэтажной тяги северного фасада возможно свидетельствуют об утраченном балконе, в то время как бреши в межэтажной тяге по западному фасаду указывают на нереализованную или не сохранившуюся пристройку.
Разделяющие горизонталь карниза ризалиты северного фасада продолжаются двумя мощными аттиками, имеющими собственный карниз, завершающийся стенкой с полуциркульными зубцами. Плоскость аттиков украшают зубчики, сухарики, тяги и небольшие круглые ниши. В свою очередь сами ризалиты пересекает межэтажная карнизная тяга, прерывающаяся на участке с не сохранившимся балконом и выразительной вертикалью его бывшей двери.
Карниз здания формируют горизонтальные ряды кладки в виде сухариков и палочек из лекального и тёсаного кирпича.
Здание завершается четырёхскатной вальмовой крышей.
Стены здания рустованы. Плоскости между окнами второго этажа декорированы прямоугольными нишами с ширинками.
На северном фасаде четырёхугольные окна окаймлены нишами и заглублены по отношению к плоскости стены.
Нижняя часть пилястр, фланкирующих ризалиты, рустована, тогда как их верхняя часть выделена прямоугольными нишами.
Декор восточной части северного фасада менее сложный — отсутствуют оконное обрамление в виде ниши на втором этаже и сухарики на фризе.
На восточном фасаде отсутствуют обрамляющие ниши, ширинки и руст, а на втором этаже размещены заложенные проёмы дверей с клинчатыми перемычками, указывающие на то, что восточный фасад был изначально спроектирован как внутренняя стена дома. Расположенное по центру второго этажа и заложенное кирпичом в нижней части окно с коробовым завершением и деревянным переплётом с полуциркульными очертаниями, скорее всего, задумывалось в качестве одного из проёмов анфилады по продольной оси дома.
Со временем были утрачены филёнчатые входные двери.
Габариты сооружения — 16,3 × 18,45 м.